# Adam Christopher Holsten-Charisius
Adam Christopher lensbaron Holsten-Charisius, født Holsten (3. december 1793 i København, død 19. oktober 1879 på Langesø) var en dansk godsejer og diplomat, bror til Fritz Holsten-Lehn-Charisius.

## Biografi
Han var søn af lensbaron Hans Holsten, besøgte Basedows Institut i København og blev 1811 student (privat dimitteret), 1815 cand. jur., og samme år protokolsekretær i Højesteret, 1816 legationssekretær i Madrid og kammerjunker, samme år legationssekretær i Stockholm, 1819 Ridder af Dannebrog, 1823 i Berlin og 1825 entlediget. Han blev 1828 kammerherre, 1836 Dannebrogsmand, 1841 Kommandør af Dannebrog og overtog 1849 efter sin far baroniet Holstenshuus. Ved sin overtagelse af Det Charisiske Fideikommis tilføjede han "Charisius" til sit navn.
1866 blev han gehejmekonferensråd, 1877 Storkors af Dannebrog og døde 19. oktober 1879 på Langesø.

## Ægteskab
9. maj 1826 ægtede han Augusta Magdalene Friccius von Schilden (16. november 1797 i Itzehoe – 16. juni 1846 på Langesø).